# Olivier Henin
Olivier Henin is een Belgisch voormalig ambtenaar en MR-kabinetschef.

## Levensloop
Olivier Henin is afkomstig uit Andenne. Zijn moeder had een drukkerij en zijn vader was ingenieur. Hij studeerde rechten en ging in 1996 bij de Europese Commissie aan de slag. Hij hield er zich voornamelijk met intellectuele eigendomsrechten bezig. In 1999 werd hij medewerker van de liberale PRL-FDF-fractie (later MR) in het Parlement van de Franse Gemeenschap. Datzelfde jaar nog werd Henin medewerker van PRL-voorzitter Daniel Ducarme. In 2000 werd hij medewerker op het kabinet van minister van Financiën Didier Reynders, waar hij adviseerde in internationale dossiers. In 2004 werd Reynders tevens vicepremier en volgde voor Henin de promotie tot adjunct-kabinetschef. In 2007 werd hij kabinetschef.
Als kabinetsmedewerker en -chef van Reynders, die van 2004 tot 2011 partijvoorzitter van de MR was en vanaf 2011 minister van Buitenlandse Zaken, bekleedde hij verschillende bestuursmandaten. Zo is of was hij:
- bestuurder van Brussels Airport Company (2004-2022)
- bestuurder van de Europese Investeringsbank (2006-2013)
- bestuurder van het Waalse exportagentschap AWEX
- bestuurder van de MR-studiedienst, het Centre Jean Gol
- ondervoorzitter van de Federale Participatie- en Investeringsmaatschappij (sinds 2006)
- voorzitter van vastgoedvehikel Fedimmo (sinds 2007)
- regeringscommissaris bij de Nationale Loterij van België[1]
- bestuurder van verzekeringsgroep Ethias (sinds 2015),
- vicevoorzitter van Wallonie Entreprendre (sinds 2025).

In 2015 verliet hij het kabinet van Reynders en werd hij financieel directeur van de NMBS, een functie die hij tot 2020 uitoefende. Verder bekleedde hij in die periode bestuursmandaten bij NMBS Logistics en Thalys. In 2020 maakte hij de overstap naar Sabena Aerospace, waar hij ook financieel directeur werd. Hij is tevens sinds 2020 bestuurder van SABCA en sinds 2021 van Stemme Belgium.